# Дільниця Вінниця — Жмеринка Південно-Західної залізниці
Дільниця Вінниця — Жмеринка — дільниця Південно-Західної залізниці. З'єднує місто Вінницю зі жмеринським залізничним вузлом. Довжина дільниці — 47 км. На дільниці розташовані 3 проміжних станції і 8 зупинних пунктів.
Дільниця збудована 1870 року. Дільниця двоколійна, електрифікована 1977 року.

## Транзитні, роздільні та зупинні пункти на дільниці
| Назва                                      | Тип        | Фото | Відкритий   | Відстані до ТП, км | Відстані до ТП, км | Код Експрес-3 | Код ЄМР |
| Назва                                      | Тип        | Фото | Відкритий   | Вінниця            | Жмеринка           | Код Експрес-3 | Код ЄМР |
| ------------------------------------------ | ---------- | ---- | ----------- | ------------------ | ------------------ | ------------- | ------- |
| Жмеринська дирекція залізничних перевезень |            |      |             |                    |                    |               |         |
| Вінниця                                    | станція    |      | 1870        | 0                  | 47                 | 2200200       | 335801  |
| Парпурівський                              | зуп. пункт |      | 1951        | 7                  | 40                 | 2200754       | 335712  |
| Тюшки                                      | станція    |      | 1879        | 11                 | 36                 | 2200241       | 335708  |
| Веселка                                    | зуп. пункт |      | 2011        | 15                 | 32                 | 2200472       | 335638  |
| Яришівка                                   | зуп. пункт |      | 1976        | 16                 | 31                 | 2201131       | 335619  |
| Селищанський                               | зуп. пункт |      | кін. XX ст. | 22                 | 25                 | 2200469       | 335623  |
| Гнівань                                    | станція    |      | 1870        | 25                 | 22                 | 2200242       | 335604  |
| Могилівка                                  | зуп. пункт |      | 1980-ті     | 30                 | 17                 | 2201153       | 335522  |
| Демидівка                                  | зуп. пункт |      | 1951        | 33                 | 14                 | 2200708       | 335515  |
| Козачівка                                  | зуп. пункт |      | кін. XX ст. | 37                 | 10                 | 2200387       | 335534  |
| Браїлів                                    | станція    |      | 1879        | 40                 | 7                  | 2200243       | 335500  |
| Тартак                                     | зуп. пункт |      | 2006        | 42                 | 5                  | 2200320       | 335549  |
| Жмеринка                                   | станція    |      | 1870        | 47                 | 0                  | 2200270       | 330009  |